# هلن فرگوسن
هلن فرگوسن (انگلیسی: Helen Ferguson؛ ۲۳ ژوئیهٔ ۱۹۰۱ – ۱۴ مارس ۱۹۷۷) یک هنرپیشه اهل ایالات متحده آمریکا بود. 